# 소프트웨어 인텔리전스
소프트웨어 인텔리전스(Software intelligence)는 정보기술 환경에서 복잡한 소프트웨어 시스템을 더 잘 이해하고 제어하기 위해 데이터베이스 구조, 소프트웨어 프레임워크 및 소스 코드를 분석하도록 설계된 소프트웨어로 생성된 소프트웨어 자산의 내부 작동 및 구조적 상태에 대한 통찰력이다. 비즈니스 인텔리전스(BI)와 마찬가지로 소프트웨어 인텔리전스는 데이터 마이닝과 소프트웨어의 내부 구조를 위한 일련의 소프트웨어 도구 및 기술로 생성된다. 결과는 자동으로 생성되어 기술 문서가 포함된 지식 기반을 제공하고 비즈니스 및 소프트웨어 이해관계자가 정보에 근거한 결정을 내리고, 소프트웨어 개발 조직의 효율성을 측정하고, 소프트웨어 상태에 대해 전달하고, 소프트웨어 재앙을 방지하는 데 사용할 수 있도록 한다.

## 역사
소프트웨어 인텔리전스는 미국의 엔지니어, 기업가, 컨설턴트이자 소프트웨어 인텔리전스 코퍼레이션(Software Intelligence Corporation)의 창립자인 커크 폴 라플러(Kirk Paul Lafler)가 1979년에 사용했다. 당시에는 주로 SAS 활동과 관련이 있었으며 1979년부터 전문가로 활동해 왔다.
1980년대 초 빅터 R. 바실리(Victor R. Basili)는 소프트웨어 엔지니어링, 소프트웨어 개발 평가 및 변형과 관련된 유효한 소프트웨어 엔지니어링 데이터를 수집하는 방법을 자세히 설명하는 다양한 논문에 참여했다. 2004년에는 소프트웨어 분석 분야의 다양한 소프트웨어 공급업체가 제품 이름 지정 및 마케팅 전략의 일부로 이 용어를 사용하기 시작했다.
그런 다음 2010년에 아흐메드 E. 하산(Ahmed E. Hassan)과 타오셰(Tao Xie)는 소프트웨어 인텔리전스를 "소프트웨어 실무자에게 일상적인 의사 결정 프로세스를 지원하기 위해 최신의 관련 정보를 제공하는 관행으로 정의했으며 소프트웨어 인텔리전스는 평생 동안 의사 결정 프로세스를 지원해야 한다고 이야기했다. 그들은 계속해서 소프트웨어 인텔리전스를 향후 수십 년 동안 "현대 소프트웨어 관행에 대한 강력한 영향"으로 정의한다.